# كارلوس دياز (لاعب كرة قاعدة أمريكي)
كارلوس دياز (بالإنجليزية: Carlos Diaz)‏ هو لاعب كرة قاعدة أمريكي، ولد في 24 ديسمبر 1964 في إليزابيث في الولايات المتحدة.

## وصلات خارجية
- كارلوس دياز (لاعب كرة قاعدة أمريكي) على موقعبيزبول رفرنس.كوم (الدوري الرئيسي) (الإنجليزية)
- كارلوس دياز (لاعب كرة قاعدة أمريكي) على موقعبيزبول رفرنس.كوم (الدوري الثانوي) (الإنجليزية)